# The Jerry Lewis Show
The Jerry Lewis Show was een show uit 1963 die door de Amerikaanse komiek/acteur Jerry Lewis vanuit Hollywood gepresenteerd werd. Phil Foster was in deze show tijdelijk de sidekick van Lewis.
Speciaal voor deze show had Lewis het "El Capitan Theater" gekocht, de installatie ervan aangepast, de naam veranderd in "The Jerry Lewis Theater" en de show vanuit dat theater gepresenteerd. Tijdens de show (die een hoog budget had) interviewde Lewis onder meer Muhammad Ali (die toen nog Cassius Clay heette), zong hij het nummer The Birth of the Blues en de Soul-zanger Sam Cooke verzorgde een optreden tijdens de show van Lewis.
Wegens tegenvallende kijkcijfers hield de show na drie maanden op met bestaan. Het theater van waaruit deze show gepresenteerd werd, werd later nog gebruikt voor de show The Hollywood Palace.